# いわて盛岡ボールパーク
いわて盛岡ボールパーク（いわてもりおかボールパーク）は、岩手県盛岡市の盛岡南公園内に所在する野球場。施設は岩手県と盛岡市が共同で所有し、盛岡南ボールパーク株式会社が指定管理者として運営管理を行っている。愛称はきたぎんボールパーク（きたパ）。

## 概要・沿革
岩手県営野球場（1970年開場）と盛岡市営野球場（1938年開場）は老朽化が著しく、また球場も野球規則に満たしていない規模であったことから、新たに岩手県と盛岡市の共同管理で新球場を建設することとなった。
球場敷地内には、屋内練習場やキッズスタジアムなどが併設。
2023年（令和5年）4月1日に開場。開場にあたり、初日の記念試合前に閉鎖される岩手県営野球場と盛岡市営野球場の土を新球場に散布する「継承式」と堀内恒夫による始球式を開催。記念試合として、開場初日の4月1日には花巻東高等学校対早稲田実業学校、翌4月2日には盛岡大学附属高等学校対八戸学院光星高等学校の試合を開催。
- 2021年6月 - 起工。
- 2022年10月 - 盛岡市が当球場のネーミングライツ（命名権）を募集した結果、北日本銀行（本店が盛岡市内に所在する第二地方銀行）が命名権を取得したことに伴って、同行の通称（「きたぎん」）を冠した「きたぎんボールパーク」という名称を命名権契約の期間中に球場名として使用することを発表。
- 2023年
  - 3月 - 施設が完成。
  - 4月1日 - 開場[6]。
  - 5月16日 - 当球場初のプロ野球公式戦として、パシフィック・リーグの東北楽天ゴールデンイーグルス対福岡ソフトバンクホークス戦を開催[7]。
  - 6月28日 - セントラル・リーグの読売ジャイアンツ対東京ヤクルトスワローズ戦を開催[8]。
- 2024年
  - 7月3日 - パシフィックリーグの楽天対オリックス・バファローズが開催予定だったが、降雨のため試合が中止となった。
  - 8月18日-イースタン・リーグ公式戦東北楽天ゴールデンイーグルス対東京ヤクルトスワローズ戦開催。
- 2025年
  - 5月20日-東北楽天ゴールデンイーグルス対埼玉西武ライオンズ戦を開催。

## 施設概要
- 両翼：100ｍ、中堅：122ｍ[5]
- グラウンド：ロングパイル人工芝（ハイブリッドターフExciting[9]）
- 収容人員：内野12000人、外野（芝生席）8000人
- ナイター用照明6基
- スコアボード：LEDパネル（全面フルカラー）[5]

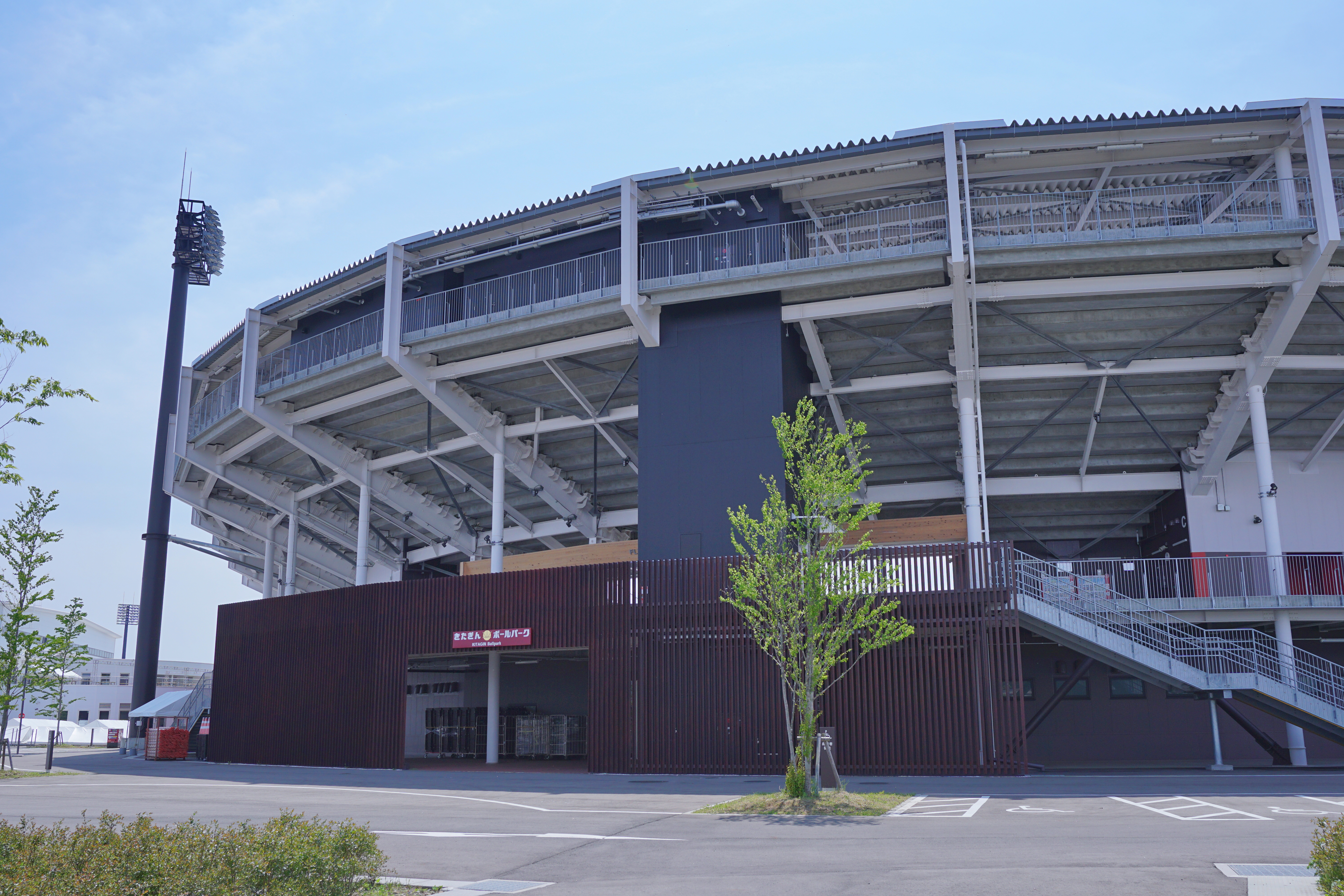
球場外観
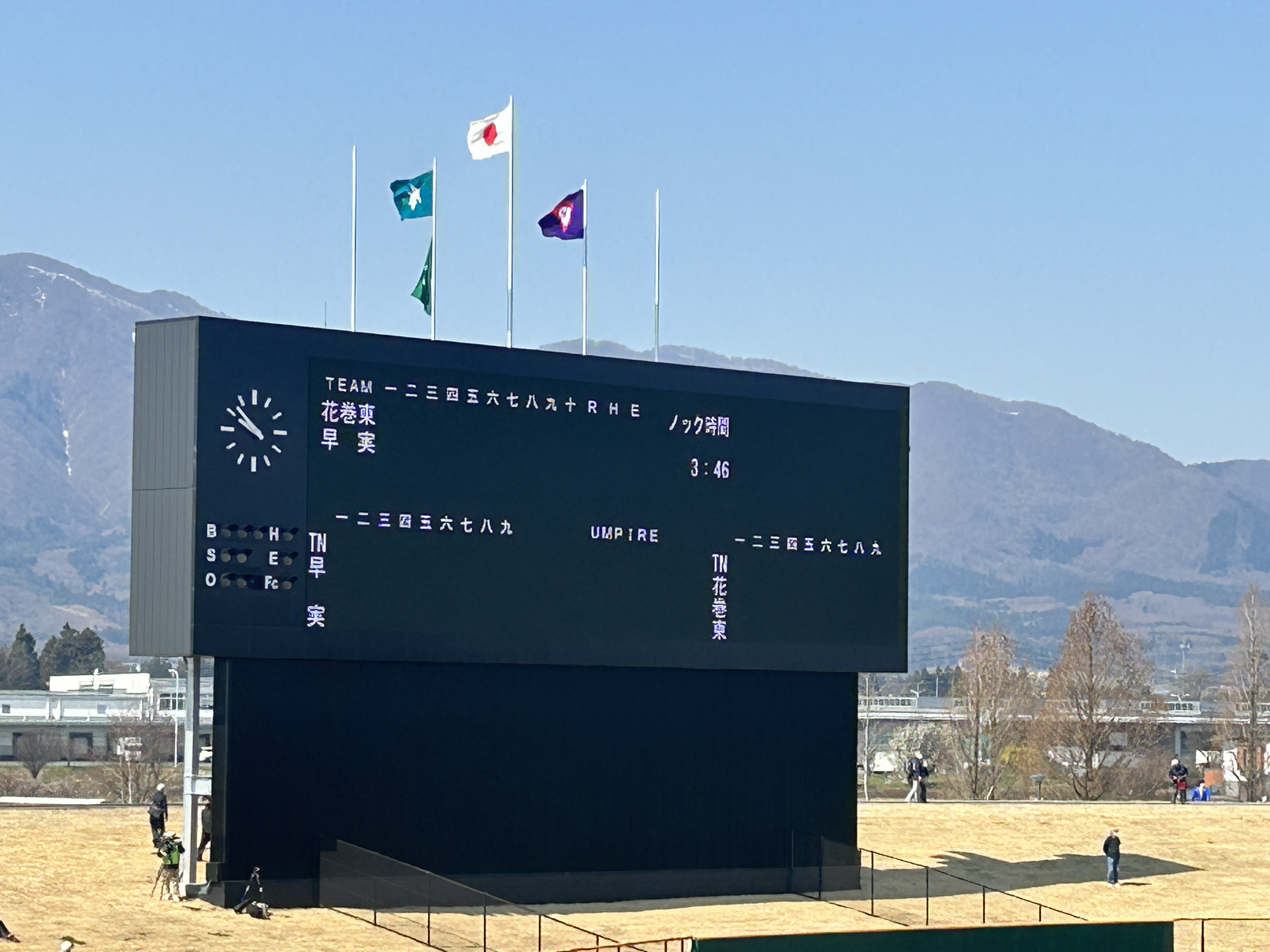
全面フルカラー電光掲示板（2023年4月1日撮影）
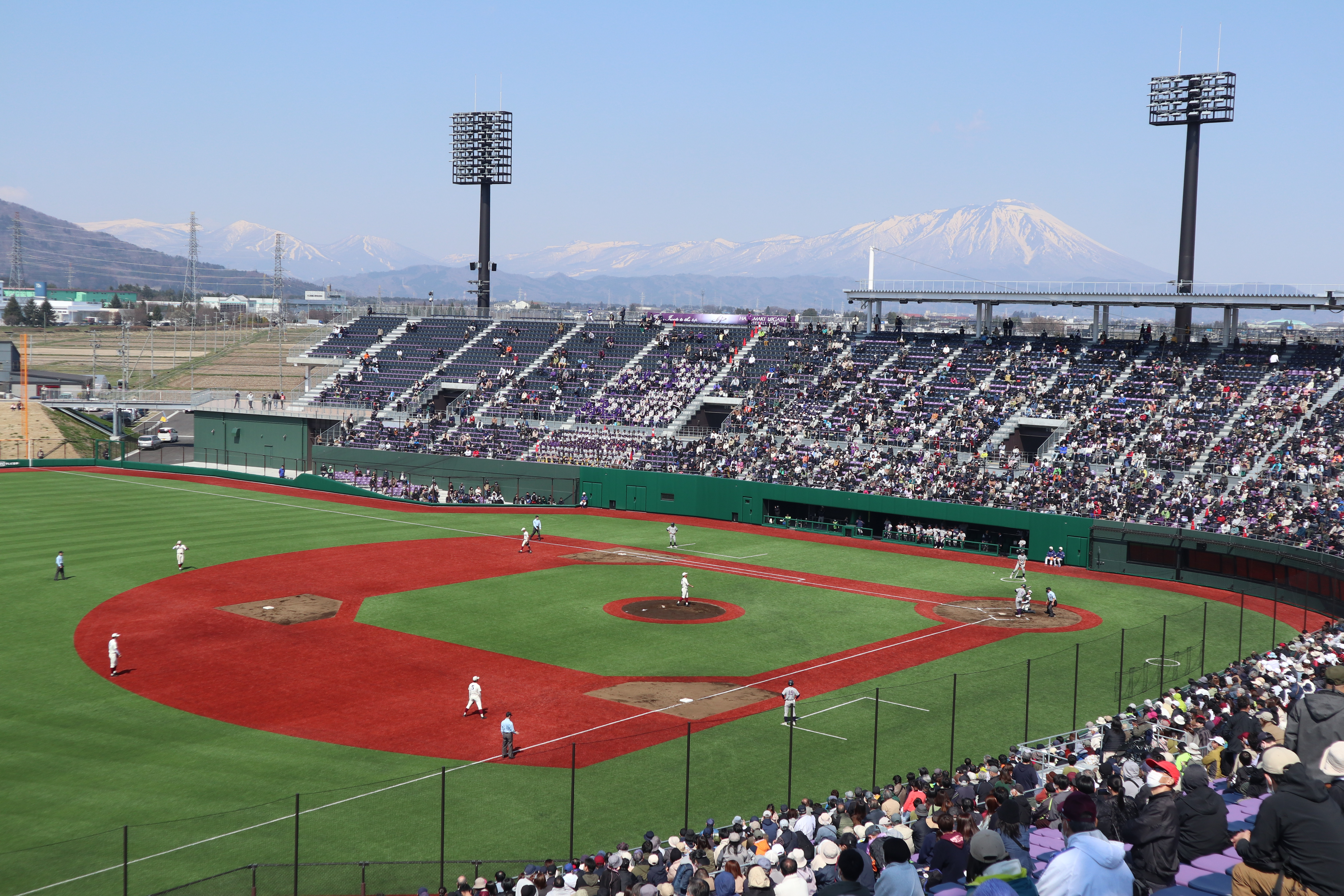
三塁側スタンドから岩手山を望む

## プロ野球開催実績
- 一軍
  - 2023年5月16日 東北楽天ゴールデンイーグルス 3-0 福岡ソフトバンクホークス
  - 2023年6月28日 読売ジャイアンツ 0-6 東京ヤクルトスワローズ ※降雨のため7回表で試合終了
  - 2024年にも東北楽天ゴールデンイーグルス対オリックス・バファローズの試合が開催予定だったが、降雨のため中止となった。　
  - 2025年5月20日 東北楽天ゴールデンイーグルス0-1 埼玉西武ライオンズ
- 二軍
  - 2024年8月18日東北楽天ゴールデンイーグルス　3-2 東京ヤクルトスワローズ

## 交通アクセス
- JR東日本東北本線・岩手飯岡駅西口より徒歩15分
  - プロ野球開催時は盛岡駅西口より臨時バス運行あり
- 東北自動車道・盛岡南ICより約7分（約4.4km）
  - なお、球場周辺には（車いす駐車場（40台分）を含む）1040台分の駐車場を備えているが、プロ野球公式戦やイベントで使用する際は駐車スペースに制限を設ける場合がある為、電車やバス等の公共交通機関の利用を呼びかけている。